# Paper prototyping

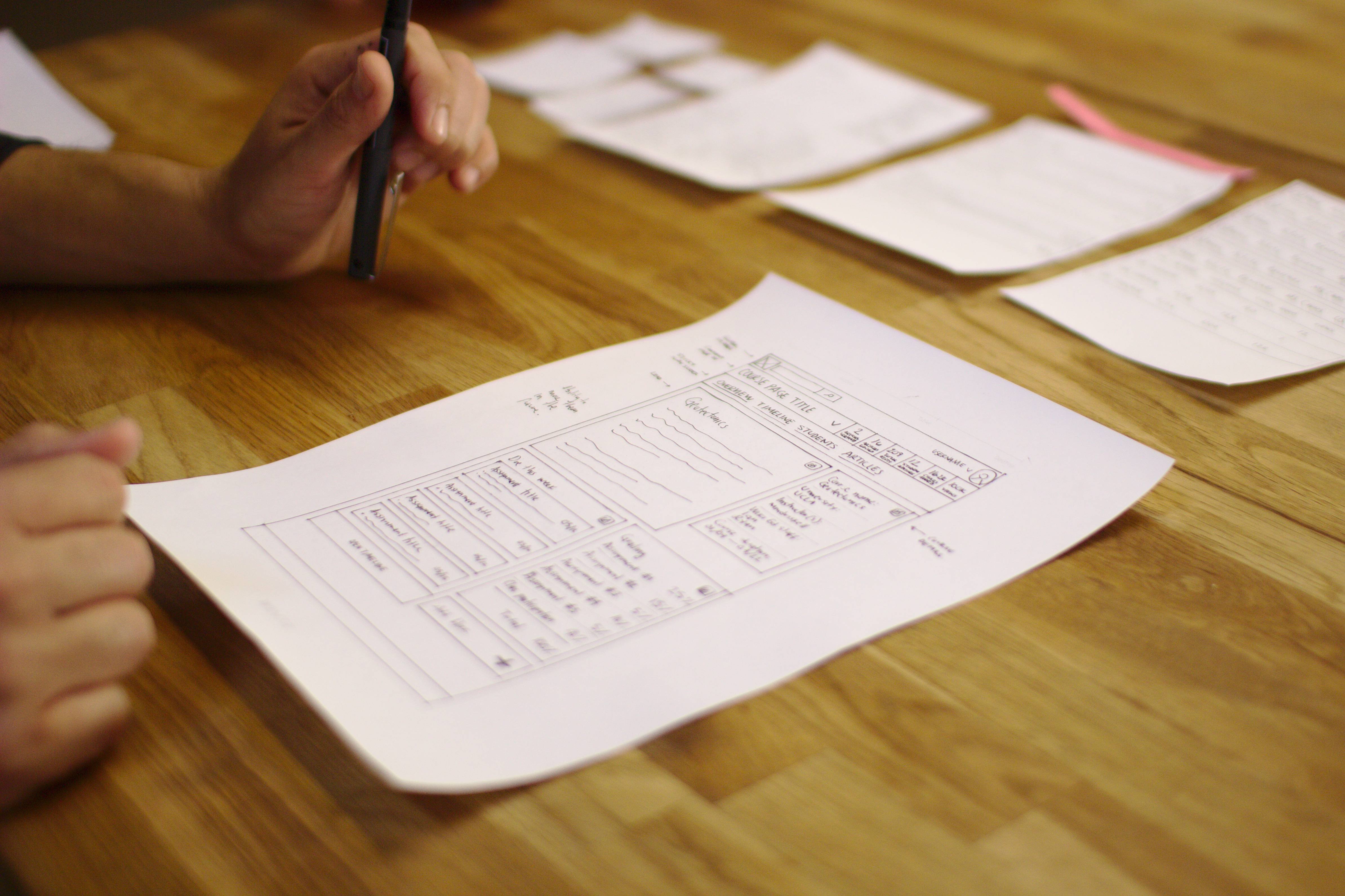
Przykład prototypowania na papierze.

Paper prototyping lub prototypowanie na papierze w kontekście projektowania interakcji człowiek-komputer oznacza jedną z metod projektowania interfejsów zorientowaną na użytkownika, polegającą na naszkicowaniu wstępnej koncepcji ekranów z wyróżnieniem głównych funkcjonalności oraz symulowaniu interakcji poprzez podmienianie papierowych ekranów i wyciętych elementów. Metoda ta może być wykorzystywana do testowania użyteczności.